# Desaparición de Tiffany Daniels
Tiffany Daniels (Dallas, Texas; 11 de marzo de 1988) era una joven estadounidense que desapareció en la tarde-noche del lunes 12 de agosto de 2013, poco después de dejar su trabajo como técnico teatral en el Pensacola State College, en Pensacola (Florida). Momentos antes de acabar su turno, advirtió a su supervisor que se ausentaría unos días del trabajo, pero sin especificar el porqué. Debido al comentario realizado, Daniels no fue reportada como persona desaparecida hasta varios días después, cuando se ausentó definitivamente del trabajo. Sus amigos y familiares desconocían cualquier plan que hubiera tenido que explicara su desaparición.
Una cámara de seguridad en el puente de Pensacola Beach, que conecta Gulf Breeze con la isla de Santa Rosa, en el condado de Santa Rosa, grabó su automóvil cruzando el puente casi tres horas después de haber dejado el trabajo. Ocho días después de su desaparición, su vehículo, un Toyota 4Runner gris de 1999, fue encontrado estacionado en Pensacola Beach, junto con su bicicleta, cartera y teléfono móvil. Los residentes del área dijeron que el automóvil sólo había estado allí unos días, e informaron haber visto a un hombre no identificado a su alrededor. Se encontraron dos huellas digitales no identificadas, pero una búsqueda en el área de la playa no encontró rastro de Daniels.
Varias teorías se presentaron para tratar de clarificar su desaparición, desde un crimen hasta un accidente. Basado en una denuncia anónima y en varios avistamientos reportados más al oeste a lo largo de la Interestatal 10. Su familia llegó a creer que fue víctima de la trata de personas.

## Trasfondo
Originaria del área de Dallas, Daniels se distinguió en la escuela secundaria por su interés en las bellas artes y por su personalidad extrovertida. Su familia, que la describió como "de espíritu libre", dijo que a menudo podía levantar el ánimo de quienes la rodean simplemente con su presencia. Le gustaba pintar y eventualmente decidió aplicar a un trabajo en el teatro del Pensacola State College en Florida.
Cuando no estaba en el trabajo, aprovechaba las atracciones culturales y naturales de Pensacola. Era habitual que tras el trabajo acudiera al centro de la ciudad a clubes o exposiciones, donde asistía a fiestas de blues y swing. Vivía a poca distancia del puente de peaje Bob Sikes, cuya carretera continuaba hasta la isla de Santa Rosa, en el Golfo de México, yendo habitualmente en bicicleta o de excursión por la zona.
A pesar de su aparente satisfacción con su vida, tenía problemas financieros. Sus padres dijeron que en el verano de 2013 se habían dado cuenta de que acarreaba varias deudas en el pago del alquiler y problemas con sus compañeros de piso. En julio de ese año, después de que un compañero se mudara, puso un anuncio en la página web de Craigslist buscando un nuevo compañero. A dicho anuncio respondió Gary Nichols, un hombre de 54 años, en 2013, que era el padre de uno de los amigos de Daniels, que buscaba piso tras separarse de su mujer. Los padres de Daniels estaban inquietos por la posibilidad de que esta persona, que le doblaba la edad, compartiera alojamiento con ella, pero contribuyó aplicadamente al pago de las facturas y el asunto quedó relegado a algo secundario.

## Desaparición

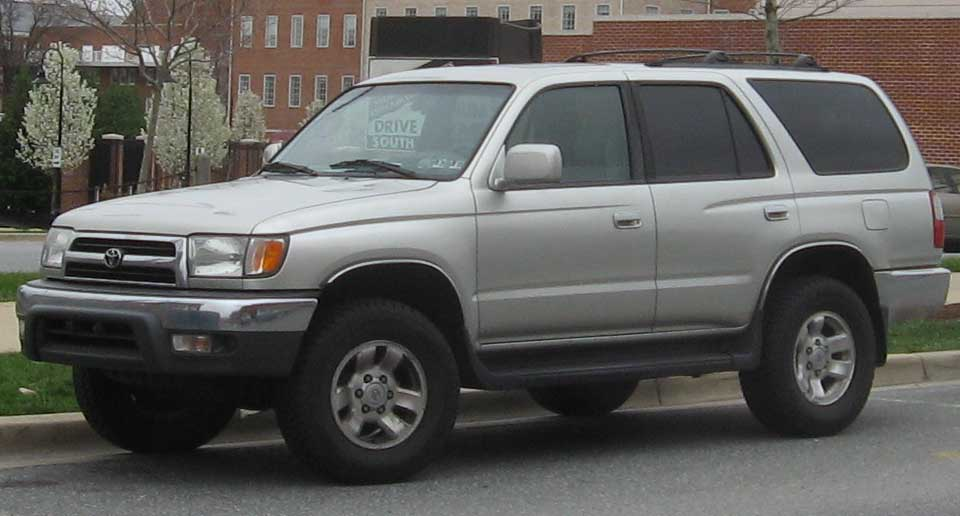
Toyota 4Runner gris de 1999, similar al que conducía Daniels.

El domingo 11 de agosto, Tiffany quedó con su novio, a quien habían aceptado para el programa de posgrado de robótica en la Universidad de Texas en Austin. Hablando de los preparativos para el viaje, la animó a que se mudara con él a Texas, estado natural de Daniels, algo que rechazó. Sus amigos dijeron que si bien ella todavía lo amaba y quería continuar la relación, hasta el punto de hacer planes para visitarlo más tarde en Austin, todavía no estaba lista para mudarse de Pensacola. Después del encuentro, en el que celebraron la noticia, Gary Nichols, el compañero adulto del piso, recuerda que Daniels se encontró deprimida, pero eso fue atenuado con entusiasmo por un proyecto de hacer una visita posterior a Austin, animada por sus amigos, para ver cómo podía adaptarse fácilmente a un cambio de hogar.
En el teatro para el que trabajaba, Daniels debía trabajar en la producción Spamalot, musical creado por los Monty Python, que iban a recrear y estrenar en otoño de ese año. Esa noche, ella y Nichols decidieron ver Los caballeros de la mesa cuadrada, película de los cómicos británicos en la que se basaba dicho musical, para inspirarse y relajarse, después de lo cual los dos se retiraron a sus habitaciones ya que ambos tenían que trabajar a la mañana siguiente. A las 5 de la mañana, Nichols recordó que escuchó la puerta de la casa abrirse y cerrarse varias veces. Miró hacia afuera desde su habitación, pensando que podría ser Daniels, pero no la vio.
Cuando se levantó más tarde y se fue a trabajar alrededor de las 7 de la mañana, el vehículo de Daniels, un Toyota 4Runner de color gris matriculado en 1999, no estaba. Supuso que ella también se había ido a trabajar. Sus padres, sin embargo, comentaron que esa acción era inusual en su hija. Incluso en situaciones en las que tenía que hacerlo, siempre postergaba hasta el último minuto el tener que hacerlo. Daniels llegó al trabajo a tiempo para el comienzo de su actividad laboral. En un momento dado, preguntó a su supervisor si podía irse un poco más temprano ese día, y también le hizo saber que se tomaría un tiempo libre, posiblemente toda la semana, pero no explicó los motivos que la empujaron a comentar aquello. Abandonó el puesto de trabajo a las 16:43 horas.  Fue la última vez que fue vista.
Esa noche, Nichols se preocupó cuando Daniels no había regresado al piso cerca de las diez de la noche y no respondía a las llamadas telefónicas. Llamó a su hija Noel, también amiga de Tiffany, quien le dijo que no se preocupara por ella, ya que era una persona adulta y podía estar fuera el tiempo que quisiera, bien sola o saliendo con amigos. De acuerdo con dicho comentario, trató de no pensar más en ello y se retiró a la cama. A la mañana siguiente, al ver que Daniels no había llegado a casa, trató nuevamente, sin éxito, de contactar con ella. Al término del día, Nichols regresó a casa y vio que habían cortado la luz, algo que supuso al no haber pagado Daniels las facturas. Nuevamente se puso en contacto con su hija Noel y le anunció la situación, sugiriéndole que se pusiera en contacto con los padres de Tiffany para comentarles la desaparición de su hija.
Tanto su madre como la de Noel, exmujer de Nichols, comenzaron a trabajar en la extensa lista de amigos de Tiffany que conocían. Ninguno la había visto en toda la semana tampoco; todos asumieron que si ella estaba en algún lugar, estaba visitando a otras personas que conocía, a quienes Cindy y Noel ya habían llamado. Mientras tanto, Tiffany no aparecía. Tras varios días ausente, llegado el fin de semana decidieron llamar a la policía y denunciar su desaparición.

## Investigación
Al principio, Cindy Daniels, madre de Tiffany, acudió a la oficina del sheriff del condado de Escambia, al que jurídicamente estaba destinada la investigación, que, sin embargo, desestimó el caso de desaparición. La motivación para desestimarlo fue que se trataba de una chica joven, con multitud de amistades y un alto ritmo de vida social, lo que a priori podía entenderse como una motivación de desconectar del trabajo y divertirse sin más. Sin embargo, debido a que Tiffany había estado viviendo en la ciudad de Pensacola y fue visto por última vez allí, las autoridades remitieron el caso al departamento de policía de esa ciudad, donde parecieron mostrar mucho más interés en el caso.
El detective Daniel Harnett se hizo cargo inicialmente del caso, buscando en la casa de Tiffany indicios que trataran de ayudar en su desaparición. No se encontraron rastros de actividad violenta relacionada con un robo o un secuestro, y todos los objetos personales de Tiffany se encontraban en su habitación, tal como ella los dejó. Entre los objetos encontrados estaba una tienda de acampar que Tiffany solía usar. Si había decidido irse de la ciudad, quedaba descartado que fuera de acampada o a pernoctar al aire libre.
Cuando Harnett se enteró de que el novio de Tiffany había dejado Pensacola el día anterior, comenzó a explorar otras vías de investigación. Había llamado a Tiffany a su llegada a Austin el día 11, no así el lunes 12, día de la desaparición. Fue cooperativo y proporcionó huellas dactilares y muestras de ADN a la policía, así como el registro de su teléfono móvil, que le situaba en el área de Austin en las horas previas, lo que le descartaba de situarse en Pensacola. También se consideró que quizá Daniels se encontraba en estado depresivo, deprimida o triste por la partida de su novio. Hablando con su hermana, se descubrió que la separación de su novio sería temporal, pues tenía planes futuros de viajar a Austin a verle y tratar de mantener la relación a distancia hasta que decidiera marcharse a Texas ella también.
Sin embargo, la investigación encontró que en algún momento después de su salida anticipada del trabajo, Daniels regresó brevemente a su casa. Nichols estaba presente en ese momento y hablaba por teléfono con su propia novia fuera del estado, pero no recordó haberse encontrado con Daniels, si bien había mostrado preocupación por ella cuando trató de llamarla. La madre de Tiffany se mostró escéptica por ese detalle pasado por alto, dado que era muy probable por la situación del piso y las habitaciones que la hubiera escuchado, como decantó al escuchar Nichols la puerta a primera hora de la mañana el día que desapareció.

### Descubrimiento del vehículo
Una semana después de su desaparición, el caso de Tiffany Daniels comenzó a coger relevancia en los medios y se publicaron anuncios buscando datos sobre su paradero. Apenas unos días después, se dio el primer reporte sobre ella. Un corredor, amigo de la familia Daniels, reconoció a Tiffany en el Toyota 4Runner en un estacionamiento en Park West en Pensacola Beach, cerca de Fort Pickens, en el extremo occidental de la isla de Santa Rosa, el 20 de agosto, ocho días después de su desaparición. Era un lugar al que acudía Daniels para realizar excursiones, aunque había sido avisada por sus padres de que no fuera sola a la playa en aquella zona. El automóvil de Tiffany fue descubierto en un aparcamiento cercano. Dentro se encontraban su bicicleta, cartera (con documentación y dinero en metálico), su móvil, algo de ropa, pinturas, una botella de agua y un bote de mantequilla de cacahuete.
Después de que fuera remolcado al garaje de la policía para su examen, los investigadores encontraron dos huellas digitales, una en la manija de la puerta y la otra en el volante, que no podían coincidir con Daniels ni con ninguno de los investigadores que habían trabajado en el automóvil. Un residente de un condominio cercano dijo que el automóvil "definitivamente" no había estado allí hasta dos días antes. Otros dos residentes dijeron que habían visto a un hombre salir del vehículo ese mismo día.
Para determinar cuándo fue conducido, el detective Harnett examinó las imágenes de la cámara de seguridad desde las casetas de peaje en el puente Bob Sikes, la única conexión de carretera entre Pensacola y la isla. Mostraron que el 4Runner había pasado los peajes a las 19:51 horas de la noche en que Daniels había desaparecido. Sin embargo, no se pudo determinar a partir de las imágenes si era ella quien conducía el automóvil. Permaneció confiscado por la policía, con su contenido intacto, a espera de que la investigación avanzara. Los investigadores hallaron arena en las llantas de la bicicleta, no así en el suelo del vehículo. Esto le sugirió a Harnett la posibilidad de que si Daniels hubiera ido a dar un paseo en bicicleta por la playa esa noche, ella podría haber decidido ir a nadar después. Si lo hubiera hecho, era posible que se hubiera ahogado. Si bien no se encontró ningún cuerpo en la orilla.
También era posible que se hubiera encontrado con un accidente o un atraco en algún lugar de la tierra. Sin embargo, las autoridades no pudieron confirmar esa hipótesis. La isla de Santa Rosa es una formación de 80 kilómetros de largo, algo imposible de abarcar para el departamento de policía, que debería haber reunido voluntarios y doblando turnos para abarcar dicha superficie, incluyendo playas y dunas, así como zonas de vegetación. El fin de semana después de que se encontrara el automóvil, los KlaasKids, una organización de voluntarios fundada a raíz del caso Polly Klaas,  en coordinación con la policía local y el Servicio de Parques Nacionales estadounidense, que tiene jurisdicción sobre la costa nacional, iniciaron su búsqueda en la isla con voluntarios y ayudados de perros de rastreo. Se encontraron algunos fragmentos de ropa y piezas de joyería, pero ninguna pertenecía a Daniels.

## Posible avistamiento en Luisiana
Con todas las búsquedas y procedimientos de investigación agotados en Pensacola, la policía tenía difícil encontrar más pruebas físicas en el caso. Sus amigos y familiares crearon una página en la red social Facebook para tratar de avanzar en la búsqueda, revisándose muchos comentarios con consejos y comentarios sobre su posible encuentro. Uno de esos comentarios que llegó fue el que publicó un empleado de un comercio que afirmó haberla visto varios días después de abandonar su trabajo. Al principio parecía creíble, cuando recordó los tatuajes de su pie. Sin embargo, las imágenes de la cámara de seguridad de la tienda para ese día no pudieron corroborar dicha información.
Varios meses después de la desaparición de Daniels, en enero de 2014, la página de Facebook arrojó nuevas informaciones sobre su posible paradero. Una mujer que trabajaba como camarera en un restaurante en Metairie (Luisiana), ubicado a las afueras de Nueva Orleans, informó que, poco después de la desaparición, había visto a una mujer que coincidía con la descripción de Tiffany junto a otras dos mujeres, una de aproximadamente la misma edad y la otra mayor, posiblemente latina, y muy bien vestida. Las mujeres más jóvenes se comportaron de manera extraña, ambas vestían con camisas de manga larga a pesar del clima cálido, con los puños puestos sobre sus manos y sin mirar a la camarera a los ojos. En su mayoría, parecían dejar que la mujer mayor hablara por el grupo. Cuando la camarera le dijo a una de las mujeres más jóvenes que se parecía a la mujer que había sido reportada como desaparecida en Florida, el grupo se levantó y se fue. Lamentablemente, las cámaras de seguridad del restaurante habían sido regrabadas, lo que imposibilitaba encontrar el archivo visual que corroborase la información de la mujer.
Los padres de Tiffany creyeron firmemente que aquella joven era su hija, alegando que entendían dos postulados propios de Tiffany. El primero que solía ponerse las mangas sobre las manos cuando tenía frío. En segundo lugar, la camarera recordó que la mujer que se parecía a Tiffany, al mirar las sopas en el menú, preguntó si alguna del menú usaba caldo de pescado o pollo. Ese detalle levantó el interés de Cindy Daniels, quien recordó un incidente similar cuando había estado comiendo con Tiffany y el restaurante había sustituido el caldo de pollo en la sopa de Tiffany, ya que se había quedado sin caldo de pescado, una diferencia que Tiffany podía probar ya que era semivegetariana y normalmente evitaba cualquier comida a base de pollo.
La familia Daniels comenzó a temer que no se hubiera encontrado a Tiffany porque de alguna manera había dejado Pensacola durante esa semana entre el último avistamiento y el comienzo de la búsqueda, y no voluntariamente. Comenzaron a investigar la trata de personas como una posible explicación. Vieron posibles similitudes entre el caso no resuelto de Tiffany y el de otra mujer que recientemente había sido drogada y secuestrada de la cercana Ciudad de Panamá y llevada a Nueva Orleans por dos hombres que la obligaron a trabajar como prostituta.
Si bien los traficantes prefieren atacar a las mujeres en su adolescencia tardía, según los expertos, ocasionalmente intentarán secuestrar a mujeres más cercanas a la edad de Tiffany. La carretera Interestatal 10, que une por la costa Pensacola y Nueva Orleans, ha sido descrita como una de las principales rutas de tráfico en los Estados Unidos. El detective Harnett, sin embargo, dijo que no ha encontrado evidencia para apoyar la teoría del tráfico, aunque trató de añadir más información al respecto.
En diciembre de 2015, la familia Daniels y la policía revelaron, después de cumplirse el segundo aniversario de su desaparición, que un hombre se había presentado ante la policía el día en que se descubrió el automóvil de Tiffany, y atestiguó haber visto a un hombre cercano a los treinta años vistiendo pantalones cortos rojos y sin camisa abriendo la puerta trasera del automóvil. Un informe que fue cotejado con el que ofrecieron a las horas de la desaparición otras dos personas. El testigo recordó esto porque el automóvil había sido estacionado inusualmente, frente al tráfico que se aproximaba, en un área reservada para la vida silvestre.

## Casos relacionados
Otros casos de personas desaparecidas en los que se vio involucrada la presencia de su automóvil abandonado han sido:
- Desaparición de Patricia Meehan, en Montana (1989).
- Desaparición de Leah Roberts, en el estado de Washington en (2000).
- Desaparición de Maura Murray, en Nuevo Hampshire en (2004).
- Desaparición de Brianna Maitland, en Vermont en (2004).
- Desaparición de Brandon Swanson, en Minnesota, en (2008)
- Desaparición de Jennifer Kesse, en Florida (2006).